# 병행 놀이

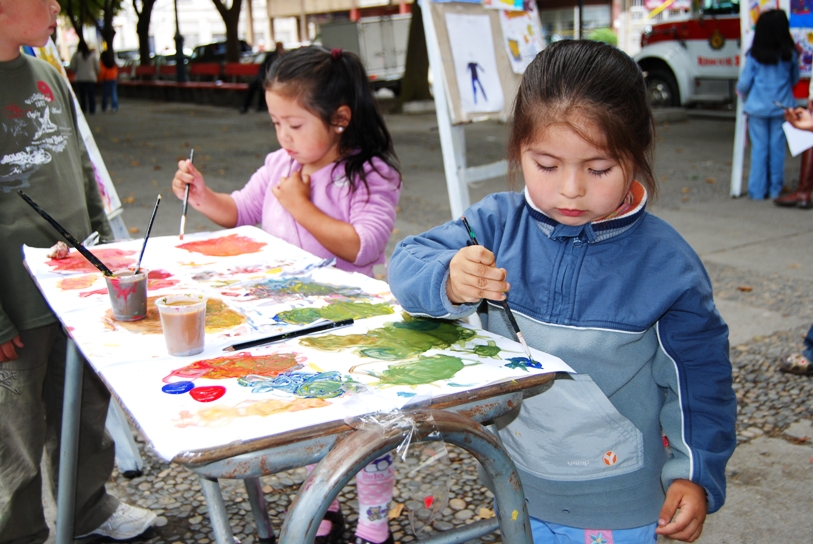
이 두 소녀는 같은 활동에 참여하고 있음에도 불구하고 서로에게 주의를 기울이지 않아 병행 놀이를 보여준다.

병행 놀이 또는 병행 플레이(parallel play)는 사람들이 서로 옆에서 놀지만, 서로의 행동에 영향을 주려 하지 않는 놀이의 한 형태이다. 이는 일반적으로 24~30개월경에 시작되며, 아동기 내에 점차 사라진다. 이는 관찰자 놀이(onlooker play) 이후, 연합 놀이(associative play) 이전에 오는 파튼의 놀이 단계 중 하나이다.
관찰자는 아이들이 가끔 다른 아이들이 무엇을 하는지 보고 그에 따라 자신들의 놀이를 조절하는 것을 알아차릴 것이다. 아이들이 나이가 많을수록 이런 유형의 놀이에 참여하는 빈도는 줄어든다. 그러나 나이가 더 많은 유치원 아이들도 유치원 시기 내내 지속적이고 빈번한 활동인 병행 놀이에 참여한다. 병행 놀이의 이미지는 두 아이가 모래밭에서 나란히 놀면서 각자 자신의 놀이에 몰두하고 서로 상호작용하지 않는 모습이다. "이것은 유아 발달의 초기 단계로 간주되며, 자기중심적 행동과 '놀이 친구'의 활동과 탈중심화하고 협응할 수 없는 무능력이 특징이다."
교육에서 병행 놀이는 학생들이 두 명 또는 소그룹으로 나뉘어 같은 활동을 동시에 하는 활동을 묘사하기도 한다. 이는 모든 학생에게 적극적인 참여의 동등한 기회를 제공하고 노출을 줄인다 – 모든 학생이 놀고 있으므로 아무도 지켜보지 않는다. 이 단계는 아이가 상호작용적 놀이 행동과 상징적 의사소통에 참여할 수 있는 능력을 발달시킬 때 끝난다.
독립적인 코워킹은 병행 놀이의 업무 버전이다.
자폐인들은 종종 성인이 되어서도 다른 자폐인, 양육자 및 다른 사람들과 함께 병행 놀이에 참여한다.

## 역사
밀드레드 파튼은 1932년에 2세에서 5세 아동의 또래 사회성을 연구한 최초의 학자 중 한 명이다. 파튼은 나이가 들면서 상호작용적 놀이가 극적으로 증가하는 것을 알아차리고 사회성 발달이 세 단계를 포함한다고 결론 내렸다. 병행 놀이는 어린 아이들에게서 관찰되는 세 가지 놀이 단계 중 첫 번째 단계이다. 다른 두 단계는 단순 사회적 놀이(함께 놀고 공유하기)와 마지막으로 협동 놀이(서로 다른 보완적 역할; 공유된 목적)를 포함한다. 파튼의 연구는 유치원 아이들이 두 명으로 구성된 그룹을 선호하고, 병행 놀이는 나이가 들수록 줄어들며, 대부분의 아이들이 같은 성별의 놀이 친구를 선택했고, 가장 흔한 병행 놀이 활동은 모래 놀이와 건설적인 작업이었다는 것을 나타냈다. 그녀의 연구에서 다른 발견으로는 I.Q. 수준이 거의 영향을 미치지 않았고, 형제자매는 서로 노는 것을 선호했으며, 가정 환경이 큰 요인이고, 소꿉놀이가 아이들 사이에서 가장 흔한 사회적 놀이 형태였다는 것이었다. 연구는 이러한 놀이 형태가 파튼이 제안한 순서대로 나타나지만, 나중에 나타나는 형태가 이전 형태를 대체하는 발달 순서를 형성하지는 않는다는 것을 나타낸다. 모든 유형은 유치원 시기 동안 공존한다. 비고츠키는 아동기 동안의 놀이가 아동의 근접 발달 영역을 만들고 지적 발달을 안내한다고 믿었다. 사회 경제적 지위는 연합 놀이에만 영향을 미치는 것으로 나타났는데, 연구에 사용된 낮은 사회 경제적 지위의 영국 아이들이 이 유형의 놀이를 선호했다. 이는 그 아이들이 장난감이 적고 장난감을 공유할 형제자매가 많았기 때문으로 설명될 수 있다.

## 발달 기술
병행 놀이는 아이들이 언어 발달을 시작하고 사회적 관계를 형성하는 데 도움을 준다. 루빈 외(1976)는 "다른 아이들 옆에서 노는 아이들은 다른 아이들의 동반을 원할 수 있지만, 연합적 또는 협동적인 방식으로 놀기 위해 필요한 기술을 아직 갖지 못했을 수 있다"고 제안했다. 또한 아이의 개별적인 놀이를 통해 대근육과 소근육 운동 능력을 돕는다. 병행 놀이는 아이들이 다른 아이들 근처에서 노는 것을 배우기 때문에 자신감을 높일 수 있다. 아이들은 서로를 관찰하고 다른 아이들 옆에서 놀면서 새로운 기술을 사용하는 법을 배울 수 있다. 궁극적으로 이는 아이가 놀이 중 다른 아이들과 관계를 형성하는 사회적 발달로 이어진다. 병행 놀이는 아이의 개별적인 놀이를 통해 감정을 표현하는 것을 장려하는 데 유용할 수 있다. 아이는 점차 공유하는 법을 배우고 다른 사람의 감정을 인식하며, 놀이에서 문제를 조절하고 해결하는 시행착오를 통해 인과 관계를 배울 것이다.
"병행 놀이는 종종 아이들이 혼자 노는 아이에서 사회적 아이로 발달함에 따라 거치는 '단계'의 특성으로 간주된다." 아이들은 궁극적으로 그룹에 합류하기 위해 다양한 놀이 단계를 거칠 것이다. 2003년 <Early Childhood Research Quarterly>에 발표된 분석에 따르면, 다른 아이들이 병행 놀이에 참여하는 것을 즐겨 관찰하는 유치원 아이들은 더 높은 수준의 사회적 상호작용으로 전환하는 데 도움이 되는 미래 활동을 설계할 수 있다. 병행 놀이 활동은 소외되거나 거부된 아이들이 사회적 놀이 상태 간의 사회적 전환을 돕는 데 도움이 될 수 있다. 스미스는 병행 놀이를 선택적이며
"병행 놀이 후에 아이들은 주로 함께 놀거나 그룹 놀이에 참여했다." 이는 병행 놀이가 이러한 전환에 중요한 역할을 했다는 것을 시사한다.
웨이 펑(Wei Peng)과 줄리아 크라우즈(Julia Crouse)가 수행한 연구에 따르면, 병행 놀이는 게임, 특히 신체 활동을 포함하는 활동적인 비디오 게임을 더 효과적으로 설계하는 데 사용될 수 있다. 다른 사람들과 함께 노는 것이, 심지어 그들이 낯선 사람이라 할지라도, 혼자 노는 것보다 더 동기 부여가 되었고, 같은 물리적 공간 모드와 분리된 물리적 공간 모드 사이에는 협력과 경쟁에서 큰 차이가 없는 것으로 보인다. 또한 다른 사람들과 온라인으로 노는 것은 다른 사람들과 관계를 맺는 능력을 만들고, 분리된 공간에서의 병행 경쟁은 더 즐겁고, 더 많은 신체적 노력을 필요로 하며, 미래 놀이 동기를 높인다.
아이들은 양육 방식에 따라 낯선 존재에 대처하는 방식이 다르다. 옌스 B. 아젠도르프(Jens B. Asendorpf)는 병행 놀이를 아동의 대처 방식으로 언급하며, 낯선 또래와 놀고 싶어 하는 아이들이 이 방식을 선택한다고 설명한다. 이 대처 방식은 아이들이 편안함을 느껴 또래와 교류할 수 있을 때까지 멀리서 또래와 같은 활동에 참여할 수 있게 한다.